# Assekurationsakte
Eine Assekurationsakte wurde beim Konfessionswechsel von Fürsten im 17. und 18. Jahrhundert zur Sicherung des bestehenden Bekenntnisses des Landes erstellt. Sie bekräftigte für den speziellen Fall, was die Normaljahrs-Regelung des Westfälischen Friedens 1648 allgemein festgelegt hatte, nämlich die Unwirksamkeit des Grundsatzes Cuius regio, eius religio von 1555.

## Nassau-Siegen
Graf Johann VIII. von Nassau-Siegen trat 1608 von der reformierten zur römisch-katholischen Konfession über. Um seine zunächst vom Vater ausgesprochene Enterbung rückgängig zu machen, unterzeichnete er am 31. Dezember 1617 eine Assekurationsakte zur Wahrung der reformierten Konfession in Nassau-Siegen nach seinem Regierungsantritt. Er hielt sich später nicht daran.

## Sachsen
Kurfürst Friedrich August I. (* 1670; † 1733) konvertierte 1697 zur römisch-katholischen Konfession, um als König des katholischen Polen wählbar zu werden. Sein protestantisches Stammland, Sachsen, blieb evangelisch-lutherisch, was mit einer Assekurationsakte gesichert wurde.

## Württemberg
Prinz Karl Alexander von Württemberg (* 1684; † 1737) war ein erfolgreicher Heerführer in kaiserlichen Diensten. Um seine Karrierechancen zu verbessern, trat Karl Alexander 1712 zum katholischen Glauben über. Der Erbherzog von Württemberg starb 1731, so dass er in der Thronfolge nachrückte. Um 1733 im protestantischen Württemberg Herzog werden zu können, unterzeichnete er eine Assekurationsakte.

## Hessen-Kassel
Die bekannteste Assekurationsakte ist die für Hessen-Kassel von 1754. Nach Bekanntwerden des Übertritts des Erbprinzen Friedrich zur römisch-katholischen Konfession, die schon 1749 stattgefunden hatte, zwang Friedrichs Vater, der reformierte Landgraf Wilhelm VIII., zusammen mit den hessischen Landständen seinen Sohn, die Assekurationsakte zu unterzeichnen.
Sie wurde durch Garantien von England und Dänemark sowie des Corpus Evangelicorum – der evangelischen Reichsstände – zu einer internationalen politischen Angelegenheit und spielte in der diplomatischen Vorgeschichte des Siebenjährigen Krieges eine Rolle. Weiter festigte sie die traditionell guten Beziehungen zwischen Hessen-Kassel und England, was das politische Klima für die Bereitstellung hessen-kasselischer Truppen für England im Amerikanischen Unabhängigkeitskrieg bereitete.